# Campiglossa multimaculosa
Campiglossa multimaculosa is een vliegensoort uit de familie van de boorvliegen (Tephritidae). De wetenschappelijke naam van de soort is voor het eerst geldig gepubliceerd in 1969 door Dirlbek & Dirlbek.